# Marie Fel
Pour les articles homonymes, voir Fel.
Marie Fel, née à Bordeaux le 24 octobre 1713, et morte à Chaillot le 2 février 1794, est une cantatrice française, fille de l’organiste Henri Fel.

## Biographie
Après avoir été formée au chant et à l'art en général par Mme Christina Antonia van Loo (1704–1785), elle débute à l'Opéra de Paris en 1733 et chante régulièrement au Concert Spirituel. En 35 ans de carrière, elle se produit dans tous les opéras de Rameau aux côtés de Pierre de Jélyotte, crée ceux de Mondonville et reprend ceux de Lully et Campra. Elle fait ses adieux à la scène en 1758, mais continue de se produire en concert jusqu’en 1769 et jusqu'en 1783 dans les Concerts spirituels et dans des salons privés.
Parmi ses prétendants, on compta Louis de Cahusac et Melchior Grimm. Elle eut une liaison durable avec le peintre Quentin de La Tour, qui réalisa son portrait. Sophie Arnould fut une de ses élèves.
Adepte de l'union libre, elle ne se maria jamais et eut trois enfants de trois pères différents.